# Kamienica przy ulicy Karmelickiej 46 w Krakowie
Kamienica przy ulicy Karmelickiej 46 – kamienica, znajdująca się w Krakowie, w dzielnicy I Stare Miasto, na Piasku.
Jest to budynek wzniesiony w stylu secesyjnym w latach 1910–1911 według projektu Aleksandra Biborskiego jako trzypiętrowa kamienica o charakterze czynszowym. 8 lutego 2016 roku elewacja frontowa kamienicy wpisana została do rejestru zabytków. W 2017 roku kamienica przeszła remont konserwatorski elewacji.
W kamienicy znajduje się grupa secesyjnych witraży. Są to znajdujące się w oknach na klatce schodowej, na pierwszym, drugim i trzecim półpiętrze witraże o motywach kwiatowych – odpowiednio słoneczników, maków i lilii – w kształcie prostokątów, wykonane ze szkła ornamentowego z elementami malowanymi na szkle.

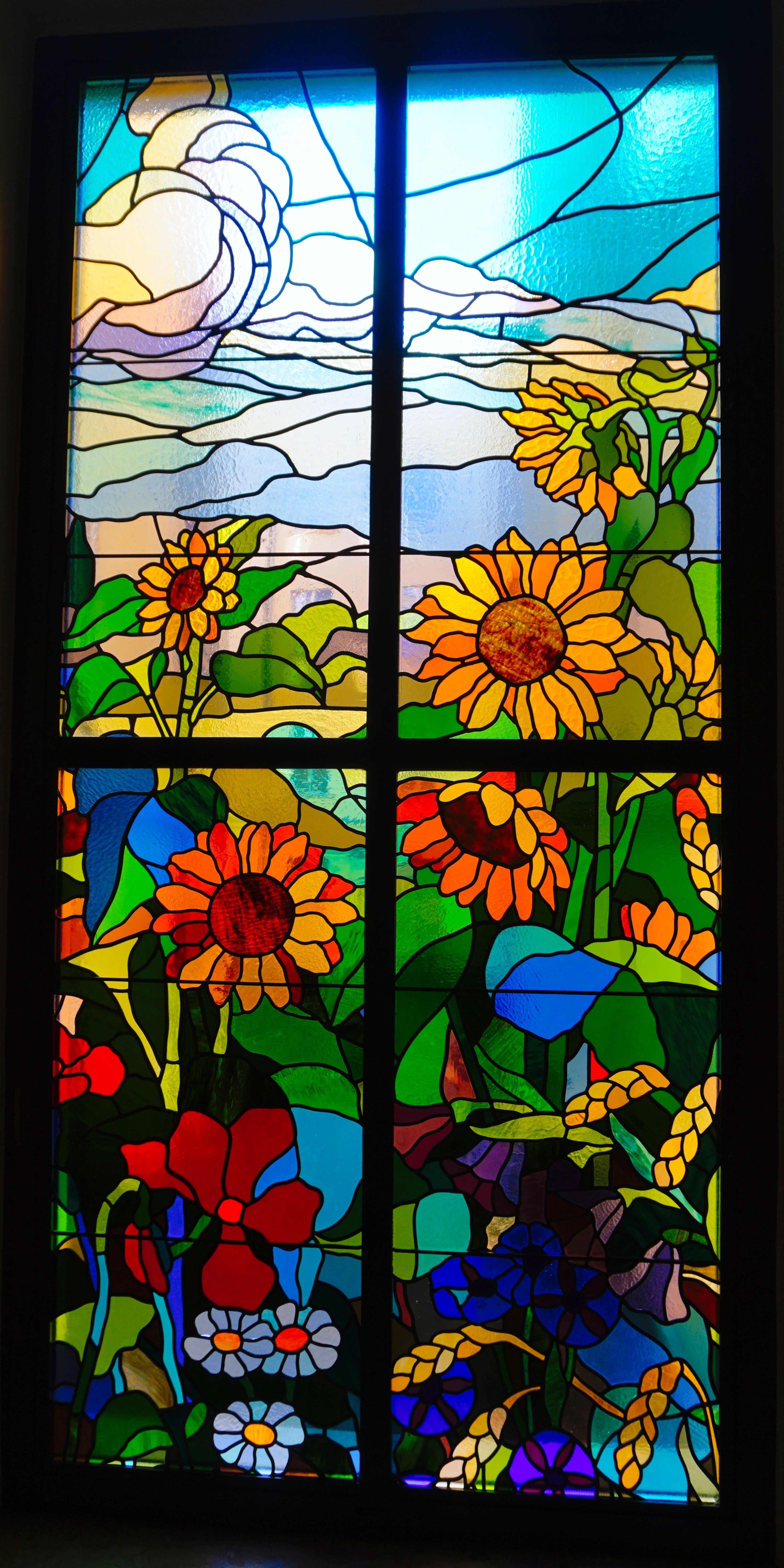
Witraż na I półpiętrze
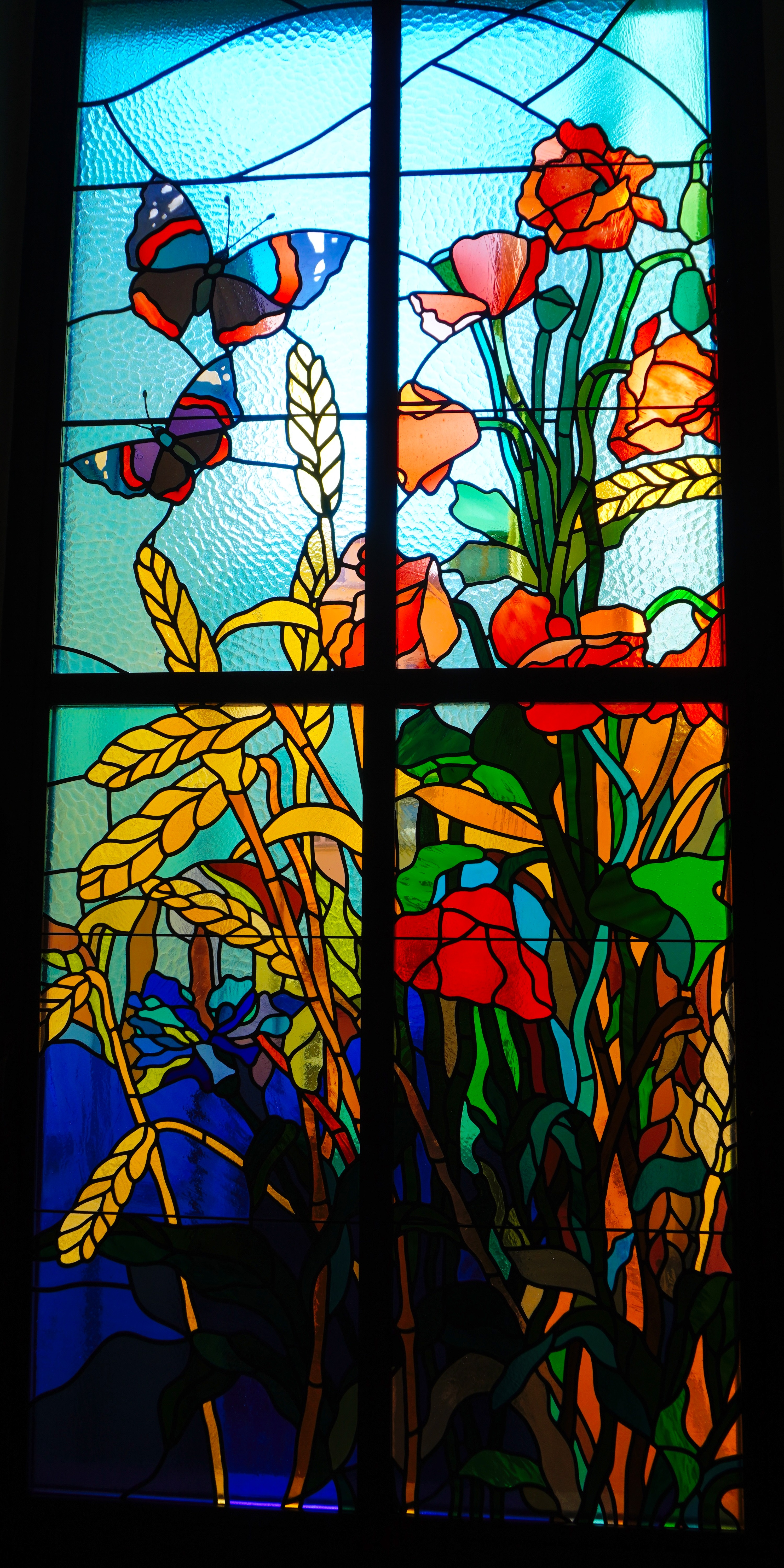
Witraż na II półpiętrze
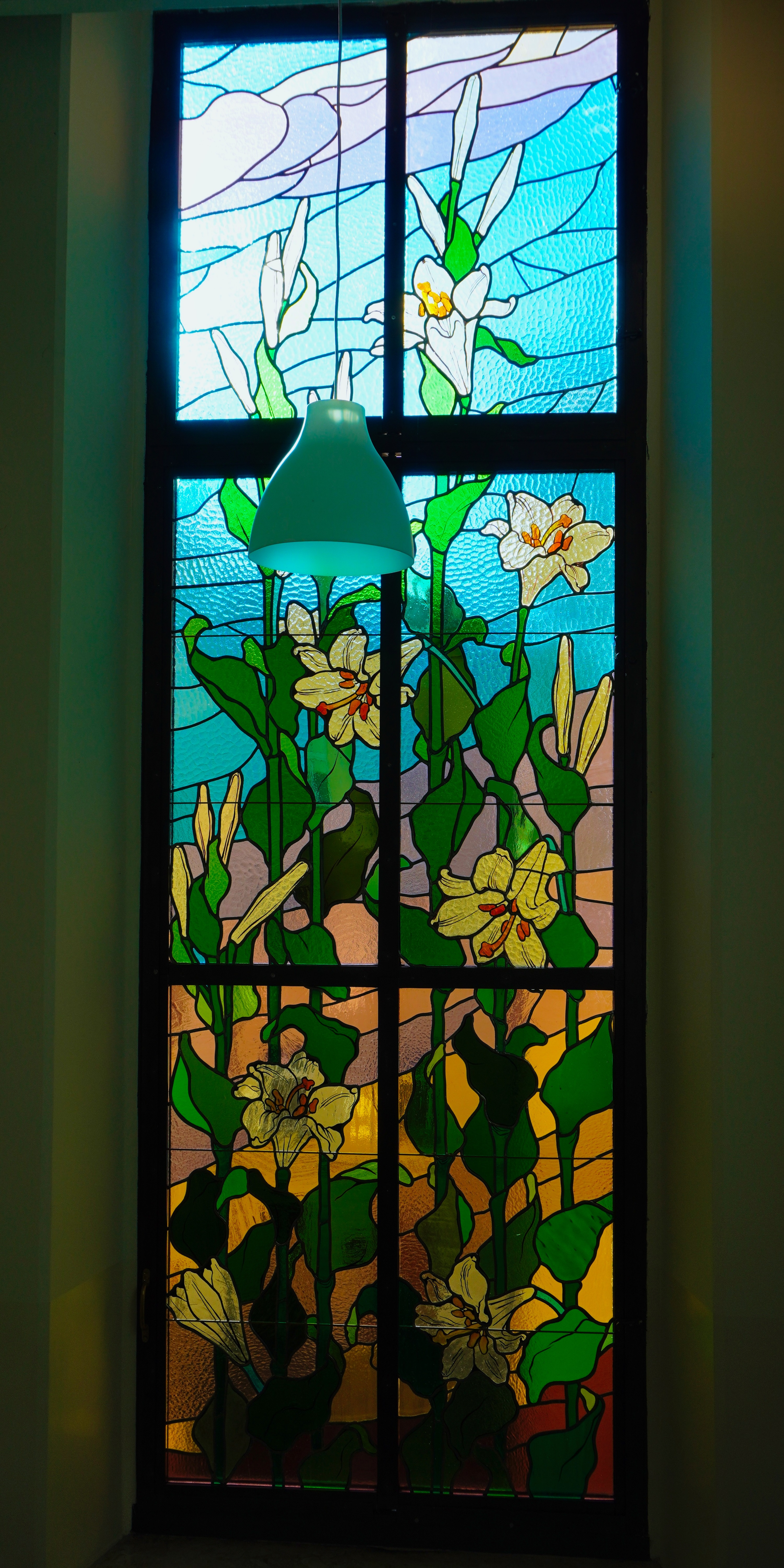
Witraż na III półpiętrze
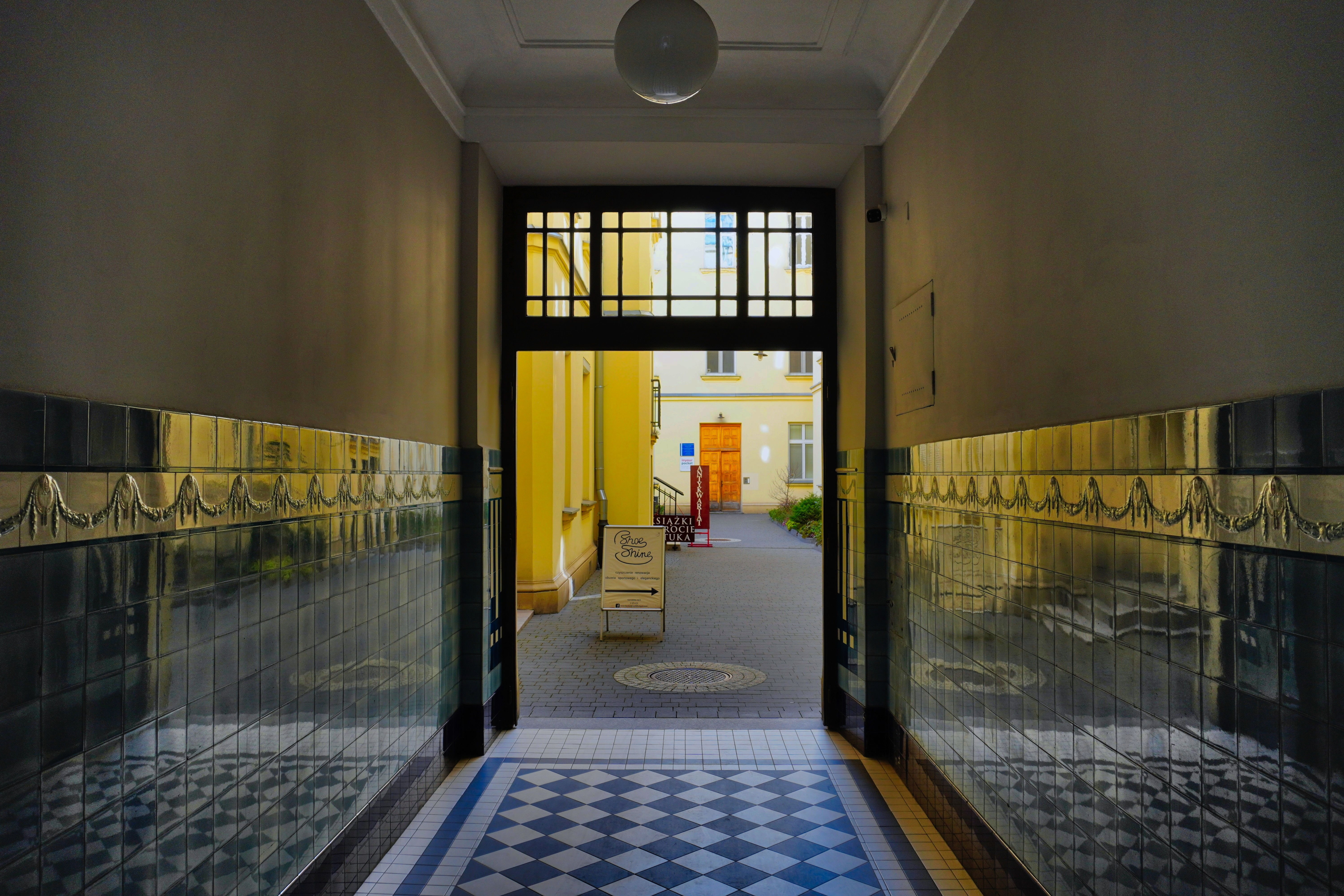
Sień, widok w kierunku bramy tylnej